# Saison 8 d'Esprits criminels
Chronologie
Saison 7 Saison 9
Cet article présente les vingt-quatre épisodes de la huitième saison de la série télévisée américaine Esprits criminels (Criminal Minds).

## Synopsis
Le département des sciences du comportement (BAU, Behavioral Analysis Unit en VO), situé à Quantico en Virginie, est une division du FBI. La série suit une équipe de profileurs, dirigée par l'agent Aaron Hotchner et amenée à se déplacer dans l'ensemble des États-Unis (et ailleurs), chargée d'enquêter localement sur les criminels et les tueurs en série. Chacun de ses agents a sa spécialité et sa personnalité, ce qui les rend complémentaires.

## Distribution

### Acteurs principaux
- Thomas Gibson (VF : Julien Kramer) : agent spécial superviseur Aaron « Hotch » Hotchner, chef d'équipe
- Joe Mantegna (VF : Hervé Jolly) : agent spécial David Rossi
- Shemar Moore (VF : David Krüger) : agent spécial Derek Morgan et cochef d'équipe
- Matthew Gray Gubler (VF : Taric Mehani) : agent spécial Spencer Reid, se fait aussi appeler Dr
- Andrea Joy Cook (VF : Véronique Picciotto) : agent spécial Jennifer « J. J. » Jareau
- Kirsten Vangsness (VF : Laëtitia Lefebvre) : Penelope Garcia, analyste et agent de liaison
- Jeanne Tripplehorn (VF : Juliette Degenne) : agent spécial Alex Blake

### Acteurs récurrents
- Jayne Atkinson (VF : Josiane Pinson) : Erin Strauss
- Josh Stewart (VF : Thierry Wermuth) : William LaMontagne, Jr.
- Nicholas Brendon (VF : Mark Lesser) : Kevin Lynch
- Bellamy Young (VF : Véronique Soufflet) : Beth Clemmons
- Beth Riesgraf (VF : Laurence Sacquet) : Dr Maeve Donovan

### Invités
- Kim Wayans : Darlene Beckett (épisode 2)
- Mackenzie Phillips (VF : Laura Zichy) : Ellen Russel (épisode 2)
- Josh Stamberg (VF : Jean-François Cros) : Mike Acklin[1] (épisode 3)
- Shelby Young (VF : Ingrid Donnadieu) : Mackenzie Acklin (épisode 3)
- Ray Wise (VF : Michel Paulin) : John Nelson[2] (épisode 4)
- Paul Sanchez (VF : Olivier Cordina) : l'inspecteur Gonzalez (épisode 4)
- Anne Dudek (VF : Laura Blanc) : Emma Kerrigan (épisode 5)
- Rebecca Wisocky (VF : Véronique Borgias) : le shérif Corwin (épisode 5)
- Matthew Lillard (VF : Boris Rehlinger) : David Roy Turner (épisode 6)
- Meshach Taylor (VF : Med Hondo) : Harrison Scott[3] (épisode 7)
- David Gallagher (VF : Pascal Grull) : Matt Moore (épisode 8)
- Devon Werkheiser (VF : Nathanel Alimi) : Billy Walton (épisode 8)
- Raphael Sbarge (VF : Guillaume Lebon) : Carl Finster (épisode 9)
- Patrick Fabian (VF : Jérôme Rebbot) : Barry Flynn (épisode 9)
- Kari Wahlgren (VF : Victoria Grosbois) : Rena Tracey (épisode 9)
- Brad Dourif (VF : Jean-François Vlérick) : Adam Rain[4] (épisode 10)
- Michelle Trachtenberg (VF : Chantal Macé) : Diane Turner[5] (épisode 12)
- Jamie Luner (VF : Gaëlle Savary) : Madison Riley (épisode 13)
- Ken Olin (VF : Michel Papineschi) : Bruce Morrison[6] (épisode 14)
- Paul Dooley : Chip Gordon (épisode 14)
- Patrick John Flueger (VF : Donald Reignoux) : Paul Westin (épisode 15)
- Yani Gellman (VF : Hervé Rey) : Mitchell Ruiz (épisode 15)
- Scott Grimes (VF : Hervé Rey) : Donny Bidwell (épisode 16)
- Trevor Jackson (VF : Alexandre Nguyen) : Tyler Rogers (épisode 17)
- Skipp Sudduth (VF : Patrick Borg) : le capitaine Stan Gordinski (épisode 18)
- Mark Hamill (VF : Dominique Collignon-Maurin) : John Curtis[7] (épisodes 24)

## Production
Le 14 mars 2012, la série a été renouvelée pour cette huitième saison.
Cette saison comporte 24 épisodes et est diffusée du 26 septembre 2012 au 22 mai 2013 sur CBS.
En France, la saison est diffusée du 11 septembre 2013 au 18 décembre 2013.
Tous les acteurs principaux sont de retour pour cette nouvelle saison, sauf Paget Brewster qui est remplacée par Jeanne Tripplehorn, qui interprète l'agent Alex Blake.

## Liste des épisodes

### Épisode 1:Le Silencieux
- Canada : 25 septembre 2012 sur CTV[10]
- États-Unis : 26 septembre 2012 sur CBS[11]
- Suisse : 17 avril 2013 sur RTS Un[12]
- Belgique : 11 juin 2013 sur RTL-TVI[13]
- France : 11 septembre 2013 sur TF1[14],[15]
- Québec : 5 septembre 2014 sur AddikTV[16]

- États-Unis : 11,73 millions de téléspectateurs[17] (première diffusion)
- Canada : 1,34 million de téléspectateurs[18] (première diffusion)
- France : 7,77 millions de téléspectateurs[19] (première diffusion)

- Troy Kotsur (John Myers)
- Sam Hennings (en) (Marshall John Tilghman)
- Ray Mirabal (Mitch Gregory)
- Tracy Fraim (Kevin Jenson)
- Julia Silverman (Dr Janine Ainsworth)
- Matt Beck (Tyler Parker)
- Brian Slaten (Danny Tucker)
- Meagan Campbell (Laura Tucker)
- Bianca D'Ambrosio (Kelly Tucker)
- Jessica Ires Morris (Julie Myers)
- Kayla Tabish (la fille du stop)
- Aidan Collins (James, enfant)
- Jarrod Bailey (James, adolescent)

- D'introduction : « Avec l'âge, je prête moins attention aux dires des Hommes. Je m'intéresse à leurs actes. » d'Andrew Carnegie.
- De conclusion : « On connait un homme à ce qu'il sait taire. » d'Oliver Herford (en).

### Épisode 2:Le Pacte
- Canada : 9 octobre 2012 sur CTV
- États-Unis : 10 octobre 2012 sur CBS
- Suisse : 24 avril 2013 sur RTS Un[20]
- Belgique : 11 juin 2013 sur RTL-TVI[13]
- France : 11 septembre 2013 sur TF1[15]
- Québec : 5 septembre 2014 sur AddikTV[16]

- États-Unis : 11,49 millions de téléspectateurs[21] (première diffusion)
- Canada : 1,55 million de téléspectateurs[22] (première diffusion)
- France : 7,22 millions de téléspectateurs[19] (première diffusion)

- Meghan Maureen McDonough (Brenda Wipley)
- Paul Haitkin (Kyle Wipley)
- Kim Wayans (Darlene Beckett)
- Mackenzie Phillips (Ellen Russel)
- Victoria Platt (l'inspectreur Angela Pratt)
- Bruno Oliver (Dr Ray Mathis)
- Scott Ly (Paul Montgomery)
- Stephen Jordan (James Dolan)
- Brandon Keener (Jason Nelson)

- D'introduction : « Le mal élabore toujours une douleur encore plus forte à travers le besoin incessant qu'ont les hommes de vouloir se venger à hauteur de leur haine. » de Ralph Steadman.
- De conclusion : « Si tu gagnes, ne dis rien. Si tu perds, encore moins. » de Paul Brown.

### Épisode 3:Disparitions
- Canada : 16 octobre 2012 sur CTV
- États-Unis : 17 octobre 2012 sur CBS
- Suisse : 1er mai 2013 sur RTS Un[23]
- Belgique : 18 juin 2013 sur RTL-TVI[13]
- France : 18 septembre 2013 sur TF1[15]
- Québec : 12 septembre 2014 sur AddikTV

- États-Unis : 11,81 millions de téléspectateurs[24] (première diffusion)
- Canada : 1,71 million de téléspectateurs[25] (première diffusion)
- France : 4,74 millions de téléspectateurs[26] (première diffusion)

- Cade Owens (Jack Hotchner)
- John Fleck (Arthur Rykov)
- Gary Grubbs (inspecteur Oren Carr)
- Danielle Bisutti (en) (Debra Acklin)
- Josh Stamberg (Mike Acklin)
- Shelby Young (Mackenzie Acklin)
- Ian Bieda (Braden Acklin)
- Adam Conger (Judd)
- Tony Forsmark (Stone)
- Hans Obma (le chalutier / Nathan Eades)
- Jeanne Joe (Mme Kin Nishio)
- Brad C. Light (Ross Acklin)
- Jon Gale (Bill Pittman)
- Ali Bayless (Vanessa Hall)
- Bobby Hall (EJ Torres)
- Willie James Warren, Jr. (Randy Harper)
- Mary-Kathleen Gordon (Dr Kay Armbruster)
- Nick Saso (Arthur jeune)

- D'introduction : « Le comportement est le miroir où chacun montre sa véritable image. » de Goethe.
- De conclusion : « De tous nos actes, seuls ceux que nous accomplissons pour les autres en valent véritablement la peine. » de Lewis Carroll.

### Épisode 4:Le Complexe de Dieu
- États-Unis /  Canada : 24 octobre 2012 sur CBS / CTV
- Suisse : 8 mai 2013 sur RTS Un[27]
- Belgique : 18 juin 2013 sur RTL-TVI[13]
- France : 9 octobre 2013 sur TF1[15]
- Québec : 12 septembre 2014 sur AddikTV

- États-Unis : 11,61 millions de téléspectateurs[28] (première diffusion)
- Canada : 2,31 millions de téléspectateurs[29] (première diffusion)
- France : 8,36 millions de téléspectateurs[30] (première diffusion)

- Ray Wise (John Nelson)
- Arjay Smith (Tony Anders)
- Chris McGarry (Carl Timmons)
- Stefan Marks (Doug Smith)
- Paul Sanchez (inspecteur Gonzalez)
- Marion Kerr (Donna Sullivan)
- Regina Saldivar (Maria Rodriguez)
- Jamie Rose (Linda Nelson)
- Lou Richards (Ben Hughes)
- Heleya de Barros (docteur)
- Liz Jenkins (infirmière de triage)
- Beth Riesgraf (Maeve Donovan)

- D'introduction : « Quand un médecin tourne mal, il devient le pire des criminels. Il a le sang-froid et les connaissances. » d'Arthur Conan Doyle.
- De conclusion : « Le corps et l'esprit ne peuvent être séparés lorsqu'il s'agit de traitements médicaux, parce qu'ils sont indivisibles. Les esprits malades doivent être soignés tout autant que les corps malades. » du Docteur Jeff Miller.

### Épisode 5:Mère nature
- États-Unis /  Canada : 31 octobre 2012 sur CBS / CTV
- Suisse : 15 mai 2013 sur RTS Un[31]
- Belgique : 20 août 2013 sur RTL-TVI[13]
- France : 25 septembre 2013 sur TF1[15]
- Québec : 19 septembre 2014 sur AddikTV

- États-Unis : 11,99 millions de téléspectateurs[32] (première diffusion)
- Canada : 2,23 millions de téléspectateurs[33] (première diffusion)
- France : 5,15 millions de téléspectateurs[34] (première diffusion)

- Anne Dudek (Emma Kerrigan)
- Mekhai Andersen (Henry Lamontagne)
- Rebecca Wisocky (shérif Olivia Colwin)
- Raquel Houghton (Cara Barrett)
- Matthew Jaeger (Terry Rodgers)
- Danielle Langlois (Geena Deaver)
- Hannah Eisenmann (Lexy Kerrigan)
- John Churchill (Dr Edward Gourse)
- Tom Beyer (Dr Rowe)
- Allison Ikin (Cheryl Winslow)
- Michanne Quinney (Dr Holly Roettinger)
- Coronado Romero (Paul Hicks)
- Scott Antonucci (Barry Deaver)
- Paul DiVito (Gary Ellard)
- Don Jeanes (adjoint du shérif)
- Tammy Garrett (infirmière)

- D'introduction : « Je suis devenu fou avec de longs intervalles d'une horrible santé mentale. » d'Edgar Allan Poe.
- De conclusion : « Montrez-moi votre jardin et je vous dirai ce que vous êtes. » d'Alfred Austin.

### Épisode 6:L'Élève et le Maître
- Canada : 6 novembre 2012 sur CTV
- États-Unis : 7 novembre 2012 sur CBS
- Suisse : 22 mai 2013 sur RTS Un[35]
- Belgique : 20 août 2013 sur RTL-TVI[13]
- France : 25 septembre 2013 sur TF1[15]
- Québec : 19 septembre 2014 sur AddikTV

- États-Unis : 12,09 millions de téléspectateurs[36] (première diffusion)
- Canada : 1,77 million de téléspectateurs[37] (première diffusion)
- France : 7,98 millions de téléspectateurs[34] (première diffusion)

- Nancy La Scala (it) (Claire Whitewood)
- Harrison Thomas (Toby Whitewood)
- Veronica Diaz-Carranza (Amanda Lopez)
- Hector Hank (inspecteur Sam Oglivie)
- Shirley Jordan (Dr Rosa Escobedo)
- Shira Scott Astroff (Hollie Riggio)
- Matthew Lillard (David Roy Turner)
- Marina Lyon (Shawna Radford)
- Eitra Kennedy (Jose Aguilar)
- Mekhai Andersen (Henry)
- Cade Owens (Jack Hotchner)
- Michael Broderick (lecteur de service secret)
- Chuck Pierce (arbitre)

- D'introduction : « Une journée avec un enseignant illustre vaut mieux que mille jours d'études assidues. » proverbe japonais.
- De conclusion : « Le plus grand bien que vous puissiez faire à quelqu'un, ce n'est pas de partager vos richesses avec lui mais de lui révéler les siennes. » de Benjamin Disraeli.

### Épisode 7:Soldat pour toujours
- Canada : 13 novembre 2012 sur CTV
- États-Unis : 14 novembre 2012 sur CBS
- Suisse : 29 mai 2013 sur RTS Un[38]
- Belgique : 27 août 2013 sur RTL-TVI[13]
- France : 18 septembre 2013 sur TF1[15]
- Québec : 26 septembre 2014 sur AddikTV

- États-Unis : 12,2 millions de téléspectateurs[39] (première diffusion)
- Canada : 1,65 million de téléspectateurs[40] (première diffusion)
- France : 7,1 millions de téléspectateurs[26] (première diffusion)

- Meshach Taylor (Harrison Scott)
- Shane Johnson (Chad Mills)
- Conni Marie Brazelton (Sarah Mapes)
- Robert Dunne (Young Rossi)
- Joseph H. Johnson Jr. (Young Scott)
- Brooke Adams (Lindsay Leeman)
- Valerie Perri (Amanda Bell)
- Sharline Liu (Dr Stacey Carroll)
- Merilee Brasch (Rebecca Leeman)
- James Kirkland (Jeremy)
- Rene Rosado (PFC Hernandez)
- Erik Steffens (PFC Mattheson)
- Christian Campos (Hernandez III)
- Mary Mora Cordova (la mère de Hernandez)

- D'introduction : « On ne se dévoile à soi-même qu'une fois confronté à la vérité. » de Pearl Bailey.
- De conclusion : « Je ne m'inquiète pas de vous voir tomber, je m'inquiète de vous voir vous relever. » d'Abraham Lincoln.

### Épisode 8:Sortie scolaire
- Canada : 20 novembre 2012 sur CTV
- États-Unis : 21 novembre 2012 sur CBS
- Suisse : 5 juin 2013 sur RTS Un[41]
- Belgique : 27 aout 2013 sur RTL-TVI[13]
- France : 20 novembre 2013 sur TF1[15]
- Québec : 26 septembre 2014 sur AddikTV

- États-Unis : 11,53 millions de téléspectateurs[42] (première diffusion)
- Canada : 1,57 million de téléspectateurs[43] (première diffusion)
- France : 5,21 millions de téléspectateurs[44] (première diffusion)

- Andrew James Allen (Josh Moore)
- David Gallagher (Matt Moore)
- Chris Hendrie (Roy Webster)
- Marcia Ann Burrs (Mme Roberts)
- Robert Bailey, Jr. (Sean Parker)
- Devon Werkheiser (Billy Walton)
- Brittany Curran (Addyson Jones)
- Cole Bernstein (Wendy Campbell)
- Paul James Jordan (Trent Walker)
- Nicholas Brendon (Kevin Lynch)
- Rocky Bonifield (Regan Walton)
- Dawn Greenidge (le principal Anderson)
- Reggie Hayes (l'inspecteur William Richards)
- Keely Marshall (Debbie Joy)

- D'introduction : « Je ne crains pas la mort. C'est l'enjeu de la vie. » de Jean Giraudoux.
- De conclusion : « Il est plus facile de construire des enfants solides que de réparer des hommes brisés. » de Frederick Douglass.

### Épisode 9:In Vino Veritas
- États-Unis : 28 novembre 2012 sur CBS
- Canada : 8 janvier 2013 sur CTV[45]
- Suisse : 12 juin 2013 sur RTS Un[46]
- Belgique : 3 septembre 2013 sur RTL-TVI[13]
- France : 2 octobre 2013 sur TF1[15]
- Québec : 3 octobre 2014 sur AddikTV

- États-Unis : 12,37 millions de téléspectateurs[47] (première diffusion)
- Canada : 984 000 téléspectateurs[48] (première diffusion)
- France : 7,4 millions de téléspectateurs[49] (première diffusion)

- Patrick Fabian (Barry Flynn)
- Raphael Sbarge (Carl Fisher)
- Matt Yang King (inspecteur Harrison Chen)
- Ursula Burton (Cynthia Strobl)
- Kari Wahlgren (Rena Tracey)
- Kelly Smith (Dr Marcy Frome)
- Jonathan Dane (Ricky Lopez)
- Rico Anderson (David Cooper)
- Jenny Robinson (Janet Dodd)
- John T. Woods (Stephen Caldwell)
- Ariana Dubynin (Mme Caldwell)
- Kennedy Mason (la fille des Caldwell)
- Cesar Garcia (homme)
- Dan Foote (victime)

- D'introduction : « Dans le monde, de nombreux talents se perdent, faute de courage. » de Sydney Smith.
- De conclusion : « Le secret de l'existence humaine consiste non pas seulement à vivre mais à trouver un motif de vivre. » de Fiodor Dostoïevski.

### Épisode 10:Ainsi font, font, font
- Canada : 4 décembre 2012 sur CTV
- États-Unis : 5 décembre 2012 sur CBS
- Belgique : 3 septembre 2013 sur RTL-TVI[13]
- Suisse : 15 septembre 2013 sur RTS Un
- France : 16 octobre 2013 sur TF1[15]
- Québec : 3 octobre 2014 sur AddikTV

- États-Unis : 11,33 millions de téléspectateurs[50] (première diffusion)
- Canada : 1,49 million de téléspectateurs[51] (première diffusion)
- France : 7,39 millions de téléspectateurs[52] (première diffusion)

- Brad Dourif (Adam Rain)
- Michael Charles Boucher (Evan Davis)
- Hans Howes (M. James)
- Mark Povinelli (M. Conrad)
- Hanna Hall (Connie Foster)
- Kurtis James Erwin (Byron Sadler)
- Gary Cervantes (inspecteur Martin)
- Suzanne Krull (Dr Glenn)
- Sean Whalen (Tucker White)
- Matt Kirkwood (George Small)
- Jake Brennan (Matt Small)
- Wendy Rosoff (Lucille)
- Jay Hayden (Bobby Putnam)
- John Hawkinson (Alex Rain)
- Steve Suh (technicien du CSI)
- Maya Stojan (hôtesse)
- Noah Darden (jeune Unsub)
- Beth Riesgraf (Maeve Donovan)

- D'introduction : « L'amour ne voit pas avec les yeux, mais avec l'âme. » de William Shakespeare, extrait de la pièce Le Songe d'une nuit d'été.
- De conclusion : « L'amour est notre vraie destinée. Nous ne trouvons pas le sens de la vie tout seul, il faut être deux pour y parvenir. » de Thomas Merton.

### Épisode 11:Le Cycle de la mort
- Canada : 11 décembre 2012 sur CTV
- États-Unis : 12 décembre 2012 sur CBS
- Belgique : 10 septembre 2013 sur RTL-TVI[13]
- Suisse : 22 septembre 2013 sur RTS Un
- France : 16 octobre 2013 sur TF1[15]
- Québec : 10 octobre 2014 sur AddikTV

- États-Unis : 12,01 millions de téléspectateurs[53] (première diffusion)
- Canada : 1,42 million de téléspectateurs[54] (première diffusion)
- France : 4,8 millions de téléspectateurs[52] (première diffusion)

- Bill Tangradi (Willie Kestler)
- Kim Robillard (le shérif Mitchell)
- Erika Godwin (Floressa)
- Sarah Benoit (Doris)
- Stephan Duvall (Otis)
- Scott Vance (Dr Frank Chapman)
- Danielle Hoetmer (Brianna Wells)
- Bethany Orr (Stephanie Carson)
- Jon Rudnitsky (Kyle Owens)
- Kristen O'Meara (Jane Sissler)
- Jarid Root (Aidan)
- Patrick Holder (Russell Smith)
- John McCool Bowers (Bill Kestler)
- Rebecca Flinn (Beverly Kestler)
- Kevin Ryan (policier)
- Merrick McCartha (l'anesthésiste)
- Annzella Victoria (l'infirmière)
- Chad Anthony Miller (employé de l'hôpital)
- Steven Connor (un docteur)

- D'introduction : « Je n’ai jamais entendu parler d'un meurtrier qui n’ait pas peur d'un fantôme. » de John Philpot Curran.
- De conclusion : « Le concept de l'âme immortelle est plus une menace qu'un réconfort. » de Mason Cooley (en).

### Épisode 12:Zugzwang
- Canada : 15 janvier 2013 sur CTV
- États-Unis : 16 janvier 2013 sur CBS
- Belgique : 10 septembre 2013 sur RTL-TVI[13]
- Suisse : 22 septembre 2013 sur RTS Un
- France : 23 octobre 2013 sur TF1[15]
- Québec : 10 octobre 2014 sur AddikTV

- États-Unis : 12,64 millions de téléspectateurs[55] (première diffusion)
- Canada : 1,71 million de téléspectateurs[56] (première diffusion)
- France : 7,65 millions de téléspectateurs[57] (première diffusion)

- Beth Riesgraf (Maeve Donovan)
- Michelle Trachtenberg (Diane Turner)
- Jay Hayden (Robert "Bobby" Putnam)
- Robert Mangiardi (Joe Donovan)
- Nancy Linari (Mary Donovan)
- Benmio McCrea (Dr Lawrence Becker)

- D'introduction : « Être aimé profondément nous donne de la force, alors qu'aimer profondément nous donne du courage. » de Lao Tseu.

### Épisode 13:Du sang sur la toile
- Canada : 22 janvier 2013 sur CTV
- États-Unis : 23 janvier 2013 sur CBS
- Belgique : 17 septembre 2013 sur RTL-TVI[13]
- Suisse : 29 septembre 2013 sur RTS Un
- France : 30 octobre 2013 sur TF1[15]
- Québec : 17 octobre 2014 sur AddikTV

- États-Unis : 11,84 millions de téléspectateurs[58] (première diffusion)
- Canada : 1,65 million de téléspectateurs[59] (première diffusion)
- France : 7,57 millions de téléspectateurs[60] (première diffusion)

- John Patrick Amedori (Bryan Hughes)
- Jamie Luner (Madison Riley)
- Craig Watkinson (inspecteur Lennon Miles)
- Kate Hamilton (Kelly Miller)
- Amy M. Morgan (Elaine Porter)
- Alex Beach (Sherry Douglas)
- Ashleigh Borman (Aimee Fortner)
- Anna George (Dr Barbara Moore)
- John R. Colley (Alan Archer)
- Malachi Weir (Tre)
- Zach Book (Paul)
- Brian Mulligan (Andre)
- Jeff Adler (un homme)
- Melinda Stephan (une femme)

- D'introduction : « Il ne reste que mon sang. Buvez-le. Hâtez vous de le répandre pour vous en abreuver. » de Marie Antoinette.
- De conclusion : « Bien souvent le plus difficile n'est pas de lâcher prise, mais plutôt de savoir repartir à zéro. » de Nicole Sobon.

### Épisode 14:Ceux qui restent
- Canada : 5 février 2013 sur CTV
- États-Unis : 6 février 2013 sur CBS
- Belgique : 17 septembre 2013 sur RTL-TVI[13]
- Suisse : 29 septembre 2013 sur RTS Un
- France : 6 novembre 2013 sur TF1[15]
- Québec : 17 octobre 2014 sur AddikTV

- États-Unis : 11,98 millions de téléspectateurs[61] (première diffusion)
- Canada : 1,64 million de téléspectateurs[62] (première diffusion)
- France : 8,04 millions de téléspectateurs[63] (première diffusion)

- Ken Olin (Bruce Morrison)
- Sophi Bairley (Sera Morrison)
- Delilah Napier (Katie Morrison)
- Keith Szarabajka (détective Marty Friedman)
- Paul Dooley (Chip Gordon)
- Anna Khaja (Dr Francie Kendall)
- Larry Poindexter (Jeff Godwin)
- Donna Rusch (Judy Morrison)

- D'introduction : « L'amour ne connaît pas de mort naturelle. Il meurt d'aveuglement, d’errements et de trahison. Il meurt de lassitude, de flétrissure et de ternissement. » d'Anais Nin.
- De conclusion : « Le plus tragique dans ce monde, c'est que personne n'est heureux, que l'on vive une grande douleur… ou une grande joie. » d'Alan Lightman.

### Épisode 15:Thérapie de destruction
- Canada : 19 février 2013 sur CTV
- États-Unis : 20 février 2013 sur CBS
- Belgique : 24 septembre 2013 sur RTL-TVI[13]
- Suisse : 6 octobre 2013 sur RTS Un
- France : 13 novembre 2013 sur TF1[15]
- Québec : 24 octobre 2014 sur AddikTV

- États-Unis : 10,69 millions de téléspectateurs[64] (première diffusion)
- Canada : 1,48 million de téléspectateurs[65] (première diffusion)
- France : 6,93 millions de téléspectateurs[66] (première diffusion)

- Christina Michelle Nelson (Shanice Stone)
- Devon Ogden (Michelle Bradley)
- Patrick John Flueger (Paul Westin)
- Ryan Caltagirone (Doug Warn)
- Yani Gellman (Mitchell Ruiz)
- Meagan Holder (Paige Munson)
- Mele Ihara (Susan Cole)
- Anton Narinskiy (Anton Slavsky)
- Hank Cheyne (inspecteur Edward Sanchez)
- Corey Mendell Parker (M.E. Kevin Aylesworth)
- Daniel E. Smith (Will Blackburn)
- John Omohundro (Paul, 15 ans)
- Evelyn Edwards (Isabella Grant)
- Darren Kendrick (John Westin)
- Ken Weller (Connor Drake)
- Tanalee Glaser (une femme)

- D'introduction : « La vie nous brise tous, mais une fois nos blessures cicatrisées beaucoup d'entre nous en ressortent plus forts. » d'Ernest Hemingway.
- De conclusion : Aucune.

### Épisode 16:Copie conforme
- Canada : 26 février 2013 sur CTV
- États-Unis : 27 février 2013 sur CBS
- Belgique : 24 septembre 2013 sur RTL-TVI[13]
- Suisse : 6 octobre 2013 sur RTS Un
- France : 20 novembre 2013 sur TF1[15]
- Québec : 24 octobre 2014 sur AddikTV

- États-Unis : 10,33 millions de téléspectateurs[67] (première diffusion)
- Canada : 1,34 million de téléspectateurs[68] (première diffusion)
- France : 8,22 millions de téléspectateurs[44] (première diffusion)

- Scott Grimes (Donnie Bidwell)
- Meredith Adams (Molly Patton)
- Matthew Del Negro (inspecteur David Rizzo)
- Michelle Gardener (Dr Balboa)
- Jessie Lande (Shannon Lavin)
- Billy Mayo (capitaine Marcus Jackson)
- Brian Appel (agent Anderson)
- Derek Graf (Ruffian)
- Bo Kane (sergent Blutarsky)

- D'introduction : « L'imitation est la plus sincère des flatteries. » de Charles Caleb Colton.
- De conclusion : Aucune.

### Épisode 17:Le Poids des mots
- Canada : 19 mars 2013 sur CTV
- États-Unis : 20 mars 2013 sur CBS
- Belgique : 1er octobre 2013 sur RTL-TVI[13]
- Suisse : 13 octobre 2013 sur RTS Un
- France : 27 novembre 2013 sur TF1[15]
- Québec : 31 octobre 2014 sur AddikTV

- États-Unis : 11,58 millions de téléspectateurs[69] (première diffusion)
- Canada : 1,51 million de téléspectateurs[70] (première diffusion)
- France : 7,25 millions de téléspectateurs[71] (première diffusion)

- Andrew Bowen (Mark Jackson)
- Patrick Breen (Peter Harper)
- William Charlton (l'inspecteur Paul Boseman)
- Jacquelyn Zook (Nicole Francis)
- Sean Solan (John Butler)
- Stephen Simon (Sam)
- Ally Iseman (Laurel Tyson)
- Gita Reddy (M.E. Marvi Hatcher)
- Elizabeth Higgins Clark (Tammy)
- Stephanie Jones (Leslie Hopkins)
- Lauren Marie (Kayla Jefferson)
- Genevieve Levin (la journaliste)
- Trevor Jackson (Tyler Rogers)
- David Bickford (Dr Montgomery Houston)

- D'introduction : « Toutes les actions accomplies partout dans le monde ont pour origine l'imagination. » de Barbara Grizzuti Harrison (en).
- De conclusion : « Je peux résister à tout sauf à la tentation. » d'Oscar Wilde.

### Épisode 18:Meurtres préventifs
- Canada : 2 avril 2013 sur CTV
- États-Unis : 3 avril 2013 sur CBS
- Belgique : 1er octobre 2013 sur RTL-TVI[13]
- Suisse : 13 octobre 2013 sur RTS Un
- France : 4 décembre 2013 sur TF1[15]
- Québec : 31 octobre 2014 sur AddikTV

- États-Unis : 10,79 millions de téléspectateurs[72] (première diffusion)
- Canada : 1,52 million de téléspectateurs[73] (première diffusion)
- France : 8,19 millions de téléspectateurs[74] (première diffusion)

- Keith Tisdell (Rodney Harris)
- Dennis LaValle (Anthony Rango)
- Jakobe Dempsey (Jerome)
- Joe DiGiovanni (Billy)
- Skipp Sudduth (le capitaine Stan Gordinski)
- Adela Tirado (l'officier Rodriguez)
- Julius Tennon (Carl Buford)
- Joy DeMichelle (Shondra Walters)
- Tom Williamson (James Barfield)
- Garland Whitt (Keron Bendor)
- Donis Leonard, Jr. (Tyler Harris)
- Nadege August (Sheila Goode)
- Ricardo Mamood-Vega (Paul Kelly)
- Everton Lawrence (Akil)
- Jordan Aaron Carroll (Morgan, adolescent)
- Wendy Rosoff (la journaliste no 1)
- A'da Alison Woolfolk (la journaliste no 2)
- Vito Viscuso (le journaliste no 3)

- D'introduction : « Je suis mort. Seule la vengeance peut me restaurer. » de Terry Goodkind.
- De conclusion : « L'obscurité restaure ce que la lumière ne peut réparer. » de Joseph Brodsky.

### Épisode 19:Un plat qui se mange froid
- Canada : 9 avril 2013 sur CTV
- États-Unis : 10 avril 2013 sur CBS
- Belgique : 8 octobre 2013 sur RTL-TVI[13]
- Suisse : 20 octobre 2013 sur RTS Un
- France : 13 novembre 2013 sur TF1[15]
- Québec : 7 novembre 2014 sur AddikTV

- États-Unis : 11,47 millions de téléspectateurs[75] (première diffusion)
- Canada : 1,37 million de téléspectateurs[76] (première diffusion)
- France : 8,07 millions de téléspectateurs[66] (première diffusion)

- Rob Nagle (Tory Chapman)
- Bill Dawes (le shérif Bob Collier)
- Missy Crider (Leanne Tipton)
- Ryan Cutrona (en) (Sam Wakefield)
- Tammy Dahlstrom (le maire Lindsey Winters)
- Linda DeMetrick (Melanie Burke)
- Pamela Bellwood (Wanda Sullivan)
- Garrison True (Todd Backus)
- David Hayward (Clarence Tipton)
- Jeanette O'Connor (Arlene Tipton)
- Burt Grinstead (Wade Burke)
- Diana Hopper (Leanne jeune)
- Gregg Christie (Charlie Figg)
- Mitch Poulos (l'homme âgé)
- Adam LaCoste (le jeune homme)

- D'introduction : « Un souvenir est ce qu'il reste quand quelque chose se produit et ne disparaît pas complètement. » d'Edward de Bono.
- De conclusion : « Il n'y a ni présent ni futur, il n'y a que l'étérnel recommencement du passé. » d'Eugene O'Neill.

### Épisode 20:Mauvaises herbes
- Canada : 30 avril 2013 sur CTV
- États-Unis : 1er mai 2013 sur CBS
- Belgique : 8 octobre 2013 sur RTL-TVI[13]
- Suisse : 20 octobre 2013 sur RTS Un
- France : 4 décembre 2013 sur TF1[15]
- Québec : 7 novembre 2014 sur AddikTV

- États-Unis : 10,13 millions de téléspectateurs[77] (première diffusion)
- Canada : 1,51 million de téléspectateurs[78] (première diffusion)
- France : 7,05 millions de téléspectateurs[74] (première diffusion)

- Angela Bettis (Tess Mynock)
- John Posey (l'inspecteur Tom Landry)
- David Hoflin (en) (Chad Dumont)
- Cooper Huckabee (Raoul)
- Kate McDaniel (Amber Moxley)
- Claudia Christian (l'agent Stern)
- Calliope Porter (Voluptuous Woman)
- John Kerry (Eli Grohl)
- Adam Nee (Joseph Purl)
- Ed Zajac (Cowboy)
- Jody Carter (la femme âgée)
- John Mawson (le serveur)
- Beth Riesgraf (Maeve Donovan)

- D'introduction : « Les rêves sont réels tant qu'ils durent, et ne vivons-nous pas dans un rêve ? » d'Alfred Tennyson.
- De conclusion : « Je ne vous dirai pas de ne pas pleurer, car toutes les larmes ne sont pas un mal. » de J. R. R. Tolkien.

### Épisode 21:Nounous chéries
- Canada : 7 mai 2013 sur CTV
- États-Unis : 8 mai 2013 sur CBS
- Suisse : 27 octobre 2013 sur RTS Un
- Belgique : 29 octobre 2013 sur RTL-TVI[13]
- France : 11 décembre 2013 sur TF1[15]
- Québec : 14 novembre 2014 sur AddikTV

- États-Unis : 10,08 millions de téléspectateurs[79] (première diffusion)
- Canada : 1,2 million de téléspectateurs[80] (première diffusion)
- France : 7,8 millions de téléspectateurs[81] (première diffusion)

- Christopher Amitrano (Johnny Ray Covey)
- Yara Martinez (Tara Rios)
- Yvette Gonzalez-Nacer (Gina Mendes)
- Samantha Colburn (Melody Payton)
- Leif Gantvoort (Shane Payton)
- Mekhai Andersen (Henry)
- Greg Dehm (Dr Jerry Berneman)
- Alejandro Furth (Dr Felix Mendoza)
- Michelle Loucadoux (Allison Astor)
- Thomas Hobson (Leo)
- Trevor Kuhn (Max)
- Greg Ainsworth (le joggeur)
- Anthony Hawkins Woods (le journaliste no 1)
- Arthur Keng (le journaliste no 2)
- Kent Shocknek (le nouveau journaliste)

- D'introduction : « Les enfants sont éduqués par ce que l'adulte est, non par ses bavardages. » de Carl Gustav Jung.
- De conclusion : « Seul. Tout seul. Personne, non, personne ne peut s'en sortir tout seul. » de Maya Angelou.

### Épisode 22:Numéro 6
- États-Unis /  Canada : 15 mai 2013 sur CBS / CTV
- Suisse : 27 octobre 2013 sur RTS Un
- Belgique : 12 novembre 2013 sur RTL-TVI[13]
- France : 27 novembre 2013 sur TF1[15]
- Québec : 14 novembre 2014 sur AddikTV

- États-Unis : 10,03 millions de téléspectateurs[82] (première diffusion)
- Canada : 1,87 million de téléspectateurs[83] (première diffusion)
- France : 6,51 millions de téléspectateurs[71] (première diffusion)

- Adam J. Harrington (Phillip Connor)
- Giovanni Adams (Brendon)
- Nathan Davis (Eddie)
- Gracemarie Serafina (Elizabeth Garrett)
- D.W. Moffett (James Blake)
- Allison Lane (Mary Hammond)
- Jocelyn Ayanna (Dr Harriet Jones)
- James Moses Black (l'inspecteur Ron Keaton)
- Matthew Floyd Miller (Dennis Hammond)
- Erin Cummings (Emma Churchill)
- Elisabeth Noone (Agatha Connor)
- Maggie Lehman (Maya Connor)
- Bruce Kenny (CEO no 1)
- Cliff Berens (CEO no 2)

- D'introduction : « Nous ne sommes pas les mêmes cette année que l'année dernière, ceux que nous aimons non plus. C'est un heureux hasard si nous, en changeant, nous continuons à aimer ceux qui ont changé. » de William Somerset Maugham.
- De conclusion : Aucune

### Épisode 23:Les Frères Hotchner
- États-Unis /  Canada : 22 mai 2013 sur CBS[84] / CTV
- Suisse : 3 novembre 2013 sur RTS Un
- Belgique : 19 novembre 2013 sur RTL-TVI[13]
- France : 18 décembre 2013 sur TF1[15]
- Québec : 21 novembre 2014 sur AddikTV

- États-Unis : 11,01 millions de téléspectateurs[85] (première diffusion)
- Canada : 2,05 millions de téléspectateurs[86] (première diffusion)
- France : 7,64 millions de téléspectateurs[87] (première diffusion)

- Eric Johnson (Sean Hotchner)
- Cade Owens (Jack Hotchner)
- Kara Luiz (Liz Leonte)
- Annabelle Borke (Anna Johnson)
- Sean Maguire (Thane Parks)
- Steve Wastell (Jim Peters)
- Matthew Grathwol (Greg Matulic)
- Brie Eley (Kimberly Sullivan)
- Paul Shaw (Bernard Hatchitt)
- Meghan Strange (Catherine Hatchitt)
- Avery Kristen Pohl (Kiegan Hatchitt)
- Tony Mirrcandani (Walter Beaird)
- Richard Augustine (Larry Feretich)

- D'introduction : « Il est rare que les membres d'une même famille grandissent sous le même toit. » de Richard Bach.
- De conclusion : « Cruel est le combat des frères. » d'Aristote.

### Épisode 24:Le Réplicateur
- États-Unis /  Canada : 22 mai 2013 sur CBS[84] / CTV
- Suisse : 3 novembre 2013 sur RTS Un
- Belgique : 26 novembre 2013 sur RTL-TVI[13]
- France : 18 décembre 2013 sur TF1[15]
- Québec : 21 novembre 2014 sur AddikTV

- États-Unis : 11,01 millions de téléspectateurs[85] (première diffusion)
- Canada : 2,05 millions de téléspectateurs[86] (première diffusion)
- France : 7,34 millions de téléspectateurs[87] (première diffusion)

- Mark Hamill (John Curtis)
- Teresa Huang (Dr Weiss)
- Kara Luiz (Liz Leonte)
- Brian Appel (l'agent Anderson)
- Mark Moses (le sénateur Cramer)
- Breanne Hill (la 1re enfant de Strauss)
- Emma Marcus (la 2e enfant de Strauss)
- Jordan Ledford (le 3e enfant de Strauss)

- D'introduction : « L'affliction vient à nous, non pas pour nous rendre triste, mais pour nous apaiser, non pas pour nous blesser mais pour nous assagir. » de H. G. Wells.
- De conclusion : « Les liens qui nous unissent à notre vraie famille ne sont pas les liens du sang, mais ceux du respect et de la joie qu'on partage ensemble. » de Richard Bach.